# Jay (album)
Jay (周杰倫同名專輯) è il primo album in studio del cantante taiwanese Jay Chou, pubblicato nel 2000.

## Tracce
1. 可愛女人 (Kě Ài Nǚ Rén)
2. 完美主義 (Wán Měi Zhǔ Yì)
3. 星晴 (Xīng Qíng)
4. 娘子 (Niáng Zǐ)
5. 鬥牛 (Dòu Niú)
6. 黑色幽默 (Hēi Sè Yōu Mò)
7. 伊斯坦堡 (Yī Sī Tǎn Bǎo)
8. 印地安老斑鳩 (Yìn Dì Ān Lǎo Bān Jiū)
9. 龍捲風 (Lóng Juǎn Fēng)
10. 反方向的鐘 (Fān Fāng Xiàng De Zhōng)